# 嚴祖興
嚴祖興（1424年—？年），字廷傑，四川敘州府富順縣人，明朝政治人物。

## 生平
天順元年（1457年）丁丑科第二甲第八十三名進士。

## 家族
曾祖嚴宗泰，祖嚴志斌，父嚴文行，母鄧氏。